# Domingos José Gonçalves de Magalhães
Domingos José Gonçalves de Magalhães, primer y único barón y después vizconde de Araguaia (Río de Janeiro, 13 de agosto de 1811 - Roma, 10 de julio de 1882), hijo de Pedro Gonçalves de Magalhães Chaves, fue un médico, profesor, diplomático, político, poeta y ensayista brasileño.

## Biografía
Participó en misiones diplomáticas en Francia, Italia, Argentina, Uruguay, Paraguay y ante la Santa Sede, además de representar a la provincia de Rio Grande do Sul en la sexta Asamblea General.
Murió en Roma, donde ejercía cargos diplomáticos ante la Santa Sede, en el año 1882.
Ingresó en 1828 en el curso de medicina, obteniendo su diploma en 1832. En ese mismo año se publica su primer libro, "Poesias" y, al año siguiente, parte a Europa, con la intención de perfeccionarse en medicina.
En 1838 es nombrado profesor de Filosofía del Colégio Pedro II, desempeñándose por poco tiempo.
De 1838 a 1841 fue secretario en Caxias (estado de Maranhão) y de 1842 a 1846 en Rio Grande do Sul. En 1847 comenzó su carrera diplomática. Fue Encargado de Negocios en las Dos Sicilias, en Piemonte, Rusia y España; ministro residente en Austria; ministro en Estados Unidos, Argentina y la Santa Sede.

## Títulos nobiliarios y honoríficos
- Comendador de la Orden Imperial de Cristo y de la Orden de San Francisco I de Nápoles, dignatario de la Orden imperial de la Rosa y oficial de la Orden Imperial de Cruzeiro.
- Barón de Araguaia

Título conferido por decreto imperial el 17 de julio de 1872. Hace referencia al río Araguaia, que en tupi significa rio del valle de los papagayos.
- Vizconde de Araguaia

Título conferido por decreto imperial el 12 de agosto de 1874.

## Gonçalves de Magalhães y el romanticismo
Recién formado en Medicina, viaja a Europa, donde entra en contacto con las ideas románticas. 
Su importancia está en el hecho de haber sido el introductor del Romanticismo en Brasil, a pesar de que sus obras fueron consideradas pobres por la crítica literaria. Luego se volcó a la poesía religiosa, como queda claro en Suspiros poéticos e saudades, también cultivó el indianismo de carácter nacionalista, como en el poema épico A Confederação dos Tamoios (esta obra le valió una agitada polémica con José de Alencar, relativa a la visión de cada autor sobre el indio).
En contacto con el romanticismo francés, publicó en 1836 su libro "Suspiros poéticos e saudades", cuyo prefacio valió como manifiesto para el Romanticismo brasileño, siendo por eso considerado el iniciador de esa escuela literaria en su país. En conjunto con Araújo Porto-Alegre y Torres Homem, lanzó la revista "Niterói", en el mismo año. Introdujo allí sus principales temas poéticos: las impresiones de los lugares por donde pasó, ciudades tradicionales, monumentos históricos, sugestiones del pasado, impresiones de la naturaleza asociadas al sentimiento de Dios, reflexiones sobre el destino de su patria, sobre las pasiones humanas y sobre lo efímero de la vida. El reafirma, dentro de un ideal religioso, que la poesía tiene un fin moralizante, capaz de ser instrumento de elevación y dignificación del ser humano.
Al regresar a Brasil, en 1837, es aclamado como jefe de la "nueva escuela" se vuelca a la producción teatral. Escribe dos tragedias: "Antônio José" o "O poeta e a Inquisição" (1838) y "Olgiato" (1839).

## Obra
- Suspiros poéticos e saudades (1836) - Considerada la obra inaugural del romanticismo brasileño
- Antônio José o O poeta e a Inquisição (1839)
- A Confederação dos Tamoios, poema épico (1857)
- Os Mistérios (1857)
- Fatos do Espírito Humano, tratado filosófico (1858)
- Urânia, poesías (1862)
- Cânticos fúnebres, poesías (1864)
- A alma e o cérebro, ensayos (1876)
- Comentários e pensamentos (1880)

- Wikisource en español contiene obras originales de Domingos José Gonçalves de Magalhães.